# Thomas Weelkes
Thomas Weelkes (bautizado el 25 de octubre de 1576, Elsted, Sussex - 30 de noviembre de 1623, Londres) fue un compositor y organista británico.
Publicó su primer libro de madrigales en 1597 y al siguiente año fue designado organista del Winchester College. Sus siguientes libros de madrigales fueron publicados entre 1598 y 1600, además de un tomo final en 1608.